# Jules Jamin
Jules Célestin Jamin, nacido el 31 de mayo de 1818 en Termes (Ardenas) y muerto el 12 de febrero de 1886 en París, fue un físico francés, profesor durante 29 años en la École Polytechnique y durante 23 años en la Facultad de Ciencias de París. Mejoró el interferómetro de placas inclinadas de Brewster, desarrollando el interferómetro de Jamin.

## Biografía
Jules Jamin era hijo de Antoine-Pierre Jamin, coronel del cuerpo militar de Dragones. Alojado en una pequeña pensión de la ciudad de Vouziers, asistió al colegio en Reims, donde logró desde el primero año nueve premios. En 1838 obtuvo el premio de honor de las ciencias del concurso general. Entre 1838 y 1841 cursó estudios superiores científicos en la Escuela Normal, donde sigue las conferencias de física de Joseph Cazalis, y en la Facultad de Ciencias de París, donde tiene como profesores al físico Claude Pouillet y a César Despretz. Obtiene las licenciaturas en ciencias físicas, matemáticas y ciencias naturales. En 1841, queda primero en el primer concurso de agregación de las ciencias físicas, y fue nombrado profesor del Colegio Real de Caén (23 de septiembre de 1841), donde sucede a Paul Desains. Al cabo de dos años (14 de septiembre de 1843) se adscribe al colegio Borbón de París, como suplente. Desde 1844 (27 de septiembre) accede al colegio Louis-le-Grand primero como agregado divisionario, y después como profesor divisionario (30 de diciembre de 1845) de física y de matemáticas. Había comenzado en Caén los trabajos de investigación que presentó ante la Facultad de Ciencias de París, su tesis doctoral en ciencias físicas de 1847, sobre la reflexión de la luz en la superficie de los metales.

Interferómetro de Jamin

El 7 de agosto de 1851, estaba encargado de los exámenes de licenciatura en la École Polytechnique, y después es nombrado profesor de física al año siguiente (8 de octubre de 1852), plaza que ocupará hasta marzo de 1881, fecha en la que Alfred Potier le sucedió. En 1858, es laureado con la Medalla Rumford por sus trabajos sobre la luz. El 22 de noviembre de 1863, es elegido profesor de física de la Facultad de Ciencias de París, sucediendo a César Despretz, de quien había sido nombrado suplente el 25 de marzo del mismo año como consecuencia de su muerte. 
Publicó un imponente Tratado general de física según los cursos que impartió en la Escuela Politécnica. En 1868, ingresó en la Academia de Ciencias de Francia. Crea y asume la dirección el mismo año del Laboratorio de Investigaciones Físicas de la Facultad de Ciencias de París, laboratorio financiado por la Escuela Práctica de Altos Estudios, de la que es director de estudios en la II sección. Edmond Bouty es nombrado director-adjunto del laboratorio en 1882 y físicos de la nueva generación, como Gabriel Lippmann, Henri Pellat o Anatole Leduc, realizan allí sus trabajos de investigación para el doctorado.
Reemplazó a Henri Milne-Edwards como decano de la facultad.
Presidió la Academia de las ciencias en 1882 y ocupó el cargo de secretario perpetuo en 1884, sucediendo a Jean-Baptiste Dumas. 
En sus trabajos científicos sobre óptica, descubre la polarización elíptica de la luz reflejada por las sustancias vítreas en el entorno del ángulo de polarización previsto por Cauchy. Así mismo, investigó el magnetismo, la electricidad, la higrometría, la capilaridad...
Contrajo matrimonio en Reims en 1851 con Thérèse Joséphine Eudoxie Lebrun (1832-1880), con quien tuvo una hija que fue la esposa del físico Henri Becquerel, y un hijo, el pintor Paul Jamin.

## Publicaciones
- La rosée, son histoire, son rôle, réédition en un petit livre (Éditions VillaRrose 2004, ISBN 2-9510883-3-7) d'un article de Jamin (in Revue des deux mondes, 15 janvier 1879).
- Cours de physique de l'École polytechnique, Paris, Gauthier-Villars, 1870 (et suivantes). Plusieurs volumes.
- Petit traité de physique, : à l'usage des établissements d'instruction, des aspirants aux baccalauréats et des candidats aux écoles du gouvernement, Paris, Gauthier-Villars, 1870.
- Course de physique de l'Ecole polytechnique. Troisième supplément : radiations, électricité, ionisation, Paris, Gauthier-Villars, 1906, texte en ligne disponible sur IRIS.

## Reconocimientos
- Caballero de la Legión de Honor.
- Es uno de los 72 científicos cuyo nombre figura inscrito en la Torre Eiffel.